# Callopistria rotumensis
Callopistria rotumensis là một loài bướm đêm trong họ Noctuidae.